# Inleyding tot de hooge schoole der schilderkonst

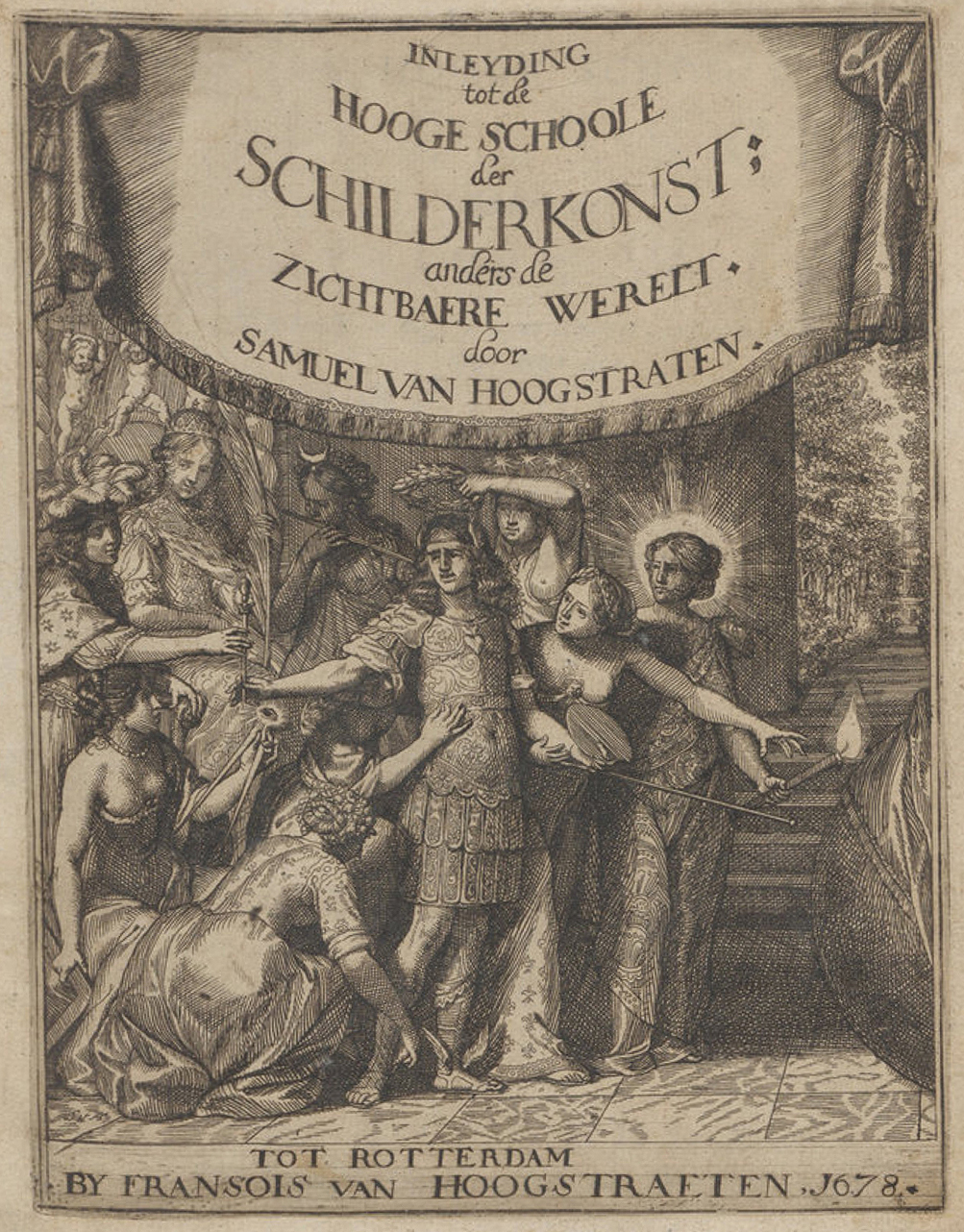

Inleyding tot de hooge schoole der schilderkunst: anders de zichtbaere werelt van Samuel van Hoogstraten uit 1678 is een schildershandleiding en een uiteenzetting van kunstzinnige opvattingen. Omdat de auteur in de beginjaren 1640 een leerling van Rembrandt was, is het plausibel dat het boek gedeeltelijk een neerslag is van de opvattingen van Rembrandt zelf ten tijde van De Nachtwacht. Het hoofdstuk over compositie behandelt onder meer De Nachtwacht en geldt daarom als een 'belangrijk document' over de eigentijdse receptie van dat schuttersstuk. In het boek voorspelt Hoogstraten correct dat Rembrandts doek in de ogen van het nageslacht superieur aan de concurrentie zou zijn en ook legt hij de kiem voor de mythe dat de afgebeelde schutters het schilderij afwezen.

## Inhoud
De negen hoofdstukken behandelen onderwerpen als hoe mensen te portretteren (tweede hoofdstuk), de omgang met en rol van geschiedenis (derde hoofdstuk), voorwerpen van gebouwen en landschap tot dieren en huisraad (vierde hoofdstuk), de kunst van het 'ordineeren' oftewel rangschikken (vijfde hoofdstuk), verf en kleur (zesde hoofdstuk), licht en schaduw (zevende hoofdstuk), schoonheid en schakering, harmonie en perspectief (achtste hoofdstuk), schilderwijzen, inkomsten en eer die de schilder mag verwachten (negende hoofdstuk).

## Betekenis
Het boek leunt zwaar op werken van Karel van Mander en Franciscus Junius. De invloed van de laatste leverde de grote hoeveelheid verwijzingen naar antieke schilders en schrijvers waardoor het boek 'zo moeilijk verteerbaar' lijkt. Als bron voor Rembrandts opvattingen is het boek steeds 'met wantrouwen' behandeld, volgens Rembrandtonderzoeker Ernst van de Wetering omdat de auteur in zijn eigen schilderpraktijk afweek van Rembrandts voorbeeld en de idealiserende manier van schilderen volgde die in de tweede helft van de eeuw de smaak bepaalde. In Van de Weterings visie bevat het boek evenwel 'een aantal gedachten over de theorie en praktijk van het schilderen die een licht werpen op bepaalde ideeën die Rembrandt over de schilderkunst gehad moet hebben'. De Nachtwacht beantwoordt in zulke mate aan Hoogstratens visie op het gebruik van licht om afstand te suggereren dat het wel lijkt 'alsof de door Hoogstraten verwoorde ideeën daar in de praktijk zijn gebracht' en 'Hoogstratens tekst slechts een afspiegeling van diens ideeën vormt.'

## Invloed op reputatie vanDe Nachtwacht
Hoogstratens boek geldt als het eerste in druk verschenen commentaar op De Nachtwacht. Kunsthistoricus Gary Schwartz noemt het 'opmerkelijk dat de meest gehoorde oordelen, in positieve én kritische zin, al in de allereerste reactie op De Nachtwacht in druk verschenen, in een briljante passage' uit Hoogstratens boek.' Volgens Schwartz prijst Hoogstraten het doek om de combinatie van artistieke inventiviteit en realistisch observatievermogen. Volgens Hoogstraten volstaat het niet dat 'een Schilder zijn beelden op ryen nevens malkander stelt, gelijk men hier in Hollant op de Schuttersdoelen al te veel zien kan. De rechte meesters brengen te weeg, dat haer geheele werk eenwezich is (...). Rembrant heeft dit in zijn stuk op den Doele zeer wel [gedaan], maer na veeler gevoelen al te veel, waergenomen, maekende meer werks van het groote beelt zijner verkiezing, als van de byzondere afbeeltsels, die hem waren aenbesteet. Echter zal dat zelve werk, hoe berispelijk, na mijn gevoelen al zijn meedestrevers verdueren, zijnde zoo schilderachtich van gedachten, zoo zwierich van sprong, en zoo krachtich, dat, nae zommiger gevoelen, al d'andere stukken daer als kaerteblaren [:speelkaarten] nevens staen. Schoon ik wel gewilt hadde, dat hy 'er meer lichts in ontsteeken had.'
Niet alleen is Hoogstratens voorspelling uitgekomen, zijn suggestie dat er 'een zekere mate van ontevredenheid' bestond over de portretten was later aanleiding tot 'een van de hardnekkigste mythes uit de kunstgeschiedenis, namelijk dat de schutters zelf het schilderij afwezen.'